# Kolerabassängen

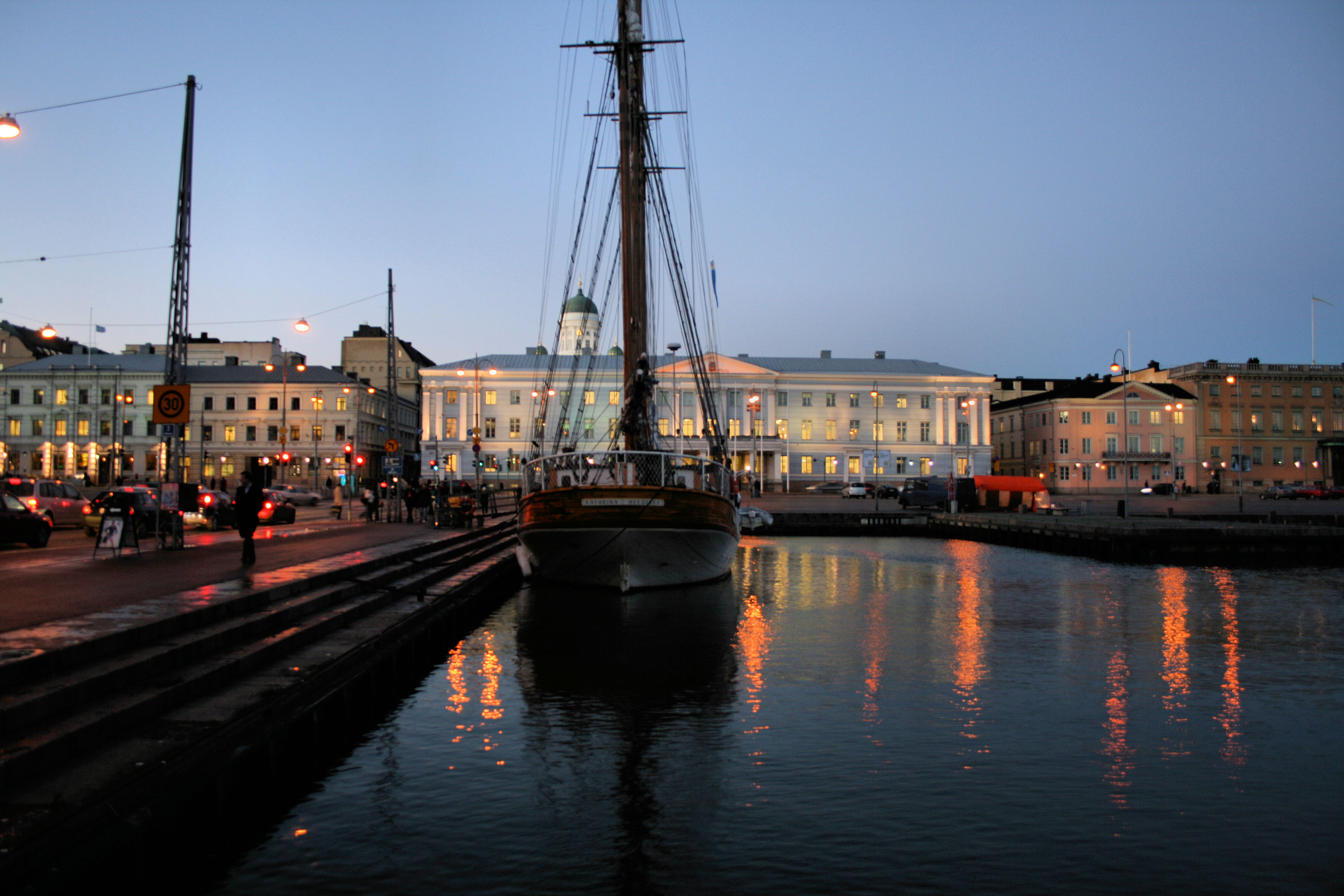
Kolerabassängen, Helsingfors stadshus i bakgrunden

Kolerabassängen [ko:lera-] (fi. Kolera-allas) är den västra hamnbassängen i Södra hamnen i Helsingfors stad vid Salutorget.
Hamnbassängerna byggdes i början på 1800-talet på stället där den leriga Stadsviken låg. Längs med viken fanns strandbodar och små bryggor. Längs med det nuvarande Salutorget gick Södra strandgatan.
Då staden utvecklades behövdes en enhetlig brygga. Stranden var grund och därför flyttades strandlinjen utåt genom att fylla ut stranden. Arbetet tog två år. För små ångbåtar, roddbåtar och segelbåtar byggdes tre bassänger. I hamnens nordvästra hörn placerades "Stadsfiskarens båthamn".
År 1893 kom en fiskebåt från Nagu till Strömmingsmarknaden. Skepparen dog i kolera i sin båt och det visade sig att hans spyor och avföring hade hällts i hamnbassängen. Som en säkerhetsåtgärd bogserades strömmingsbåtarna bort och vakter bevakade bassängen för man var orolig att stadsborna skulle använda det förorenade vattnet. Efter incidenten har hamnbassängens namn kommit att bli Kolerabassängen.
En modern tradition förknippad med Kolerabassängen är ett stenkast utfört av Finlands ovetenskapliga förening. Sedan 1995 har bland annat ett strykjärn, en djupfryst sten, en kosmisk meteorit, en kullersten av trä, en lavasten från Etna, en halv runsten och en sten från Volgakröken kastats i bassängen på Jakobs dag.